# Шаламберидзе, Роланд Нодарович
Роланд Нодарович Шаламберидзе (род. 1958, Кутаиси) — современный российский художник.

## Биография
Роланд Шаламберидзе родился в 1958 году в г. Кутаиси ГССР. Работает как художник абстракционист, концептуалист, мастер перформанса, инсталляций, звукового искусства и видео-арта. Свой творческий путь начал с успешных опытов в области фигуративной живописи, но в итоге посвятил себя абстрактному экспрессионизму и концептуализму. С 1996 по 2001 год живёт в Германии, затем Нью-Йорке, много работает, испытывает воздействие разнообразных художественных идей. В 2000 году художник окончательно возвращается в Санкт-Петербург практикует смешение техник и материалов, соединение живописи, фотографии, коллажа, ассамбляжа, не останавливаясь на достигнутом, поскольку убежден, что «Постоянство — гибель для художника». В настоящее время работает в мастерской арт-центра «Пушкинская 10», а также в своей мастерской в Тбилиси.

## Персональные выставки
- 2017 TBC Art Gallery, Тбилиси, Грузия.
- 2016 m.galleri, Скаген, Дания.
- 2016 Галерея «Tsau9», Касабланка, Марокко.
- 2012 Галерея L’ARTOTHEQE, Касабланка, Марокко.
- 2011 Галерея DiDi, Санкт-Петербург, Россия.
- 2010 Галерея L’ARTOTHEQE, Касабланка, Марокко.
- 2010 Al Gallery, Санкт-Петербург, Россия.[1].
- 2010 Галерея Didi, Санкт-Петербург, Россия.[2].
- 2010 Галерея d’Art AU9, Касабланка, Марокко.
- 2008 Галерея d’Art AU9, Касабланка, Марокко.
- 2007 Большой зал выставочного центра Санкт-Петербургского союза художников России, Санкт-Петербург, Россия.
- 2005 Галерея Didi, Санкт-Петербург, Россия.[3].[4].[5].
- 2005 Индустриальный ангар 1300 кв. м.,  Санкт-Петербург, Россия.
- 2002 Галерея Art&You. Санкт-Петербург, Россия.
- 2001 ЛДМ. Попова 48, Санкт-Петербург, Россия.
- 2000 «Полигон», Культурный центр «Пушкинская, 10» Санкт-Петербург, Россия.
- 2000 Студия «SHAL» 511, Культурный центр «Пушкинская, 10», Санкт-Петербург, Россия.
- 2000 Joseph Lloyd Design Center, West 41 Street & 1st Avenue, Нью-Йорк, США.
- 1999 Citibank, Queens, Нью-Йорк, США.
- 1996 Студия «SHAL», Пушкинская 10, Санкт-Петербург, Россия.
- 1995 Компьютерный центр, Копенгаген, Дания.
- 1994 Галерея 103, Санкт-Петербург, Россия.
- 1993 Николаевский дворец, Санкт-Петербург, Россия.
- 1992 Финансовый центр, Тампере, Финляндия.
- 1992 Галерея 10/10, Санкт-Петербург, Россия.
- 1991 Выставочный зал New Solyanka , Москва, Россия.
- 1985 Галерея Д.Какабадзе, Кутаиси, Грузия.

## Выборочные групповые выставки
- 2017 «Иконы Русской Революции », D10 Artspace, Женева, Швейцария.
- 2017 «Выставка современных грузинских  художников», Галерея Классической Фотографии , Москва.
- 2017 Музей современного искусства Зураба Церетели, Тбилиси, Грузия.
- 2017 Галерея «Tsau9», Касабланка, Марокко.
- 2016 Геологический музей, Москва, Россия.
- 2016 m.gallery, Скаген, Дания.
- 2014 Арт-центр "Пушкинская 10", Санкт-Петербург, Россия.
- 2014 Галерея DiDi, Санкт-Петербург, Россия.
- 2014 Галерея «Катедрален» Скаген, Дания.
- 2014 Музей Нонконформистского искусства арт центра Пушкинская 10, Санкт-Петербург, Россия.
- 2013 Asa Art Group, Санкт-Петербург, Россия
- 2013 «9 солнечных грузин» ИФА, Санкт-Петербург, Россия[6].
- 2013 ЦВЗ «Манеж», Санкт-Петербург, Россия.
- 2012 Музей Нонконформистского искусства арт центра Пушкинская 10, Санкт-Петербург, Россия.
- 2011 «Арт Москва» 15 международная художественная ярмарка, Москва, Россия.
- 2011 Фестиваль-ярмарка актуального искусства в Новом лофте современного искусства Rizzordi Art Foundation (RAF).
- 2010 «В пространстве Сибири и дальнего востока» Ханты-Мансийск, Омск, Новосибирск,Барнаул, Красноярск, Хабаровск, Владивосток, Россия[7].
- 2010 «Свободная культура в музее России» музей истории Санкт-Петербурга[8].
- 2009 «Уровень моря» II международный фестиваль независимого искусства, Санкт-Петербург Россия[9].
- 2009 «Арт&Медиа Галерея» в торгово-выставочном комплексе «Гарден Сити», Лахта.[10].
- 2007 ЦВЗ «Манеж», Санкт-Петербург, Россия.
- 2006 Культурный форум «Свет над Лоландом», Копенгаген, Дания. Музей Нонконформистского искусства арт центра Пушкинская 10, Санкт-Петербург, Россия. «Артиндекс» Этнографический музей, Санкт-Петербург, Россия.
- 2005 Галерея «Катедрален» Скаген, Дания.
- 2004 Галерея «Катедрален» Скаген, Дания.
- 2003 Галерея «Катедрален» Скаген, Дания.
- 2001 ЛДМ, Санкт-Петербург, Россия.
- 2001 «Абстракция в России. XX век» Русский Государственный музей, Санкт-Петербург, Россия.
- 2000 Галерея «Катедрален» Скаген, Дания.
- 1999 Ситибанк, Zalman Gallery, Нью-Йорк, США.
- 1998 Dagman Berringer Gallery. Мюнхен, Германия.
- 1997 Zalman Gallery, Нью-Йорк, США.
- 1996 Галерея Peter Pich-Kralling, Берлин, Германия.
- 1995 Center of New Art (BYK). Вена, Австрия.
- 1994 Галерея 103, Санкт-Петербург, Россия.
- 1993 T&I галерея, Берлин, Германия.
- 1992 Pankow галерея, Берлин, Германия.
- 1991 Первая Биеннале Современного искусства,Санкт-Петербург, Россия.
- 1991 Академия современного кино. Париж, Франция.

## Работы находятся в собраниях
- Государственный Русский музей (Санкт-Петербург);
- Новый музей (Санкт-Петербург) ;
- Музей Нонконформистского Искусства (Санкт-Петербург);
- Музей современного искусства, Оклахома, США;
- Музей Циммерли Университета Ратгерса (Нью-Брансуик, Нью-Джерси, США)
- Галерея Дагмар (Мюнхен, Германия)
- Коллекция Нортона Доджа (США)
- Частные коллекции